# Andrea Thiel Lhotáková
Andrea Thiel Lhotáková (* 15. ledna 1977, Praha) je česká nezávislá fotografka specializující se na architekturu, šperky a design. Svou kariéru zahájila v roce 2002 a od té doby se stala uznávanou fotografkou v oboru. Získala titul Master of Arts a v současné době[kdy?] působí jako nezávislá fotografka v Praze. Andrea Thiel Lhotáková se specializuje na fotografování architektury a designu. Její práce jsou publikovány v různých časopisech a na webových stránkách, včetně ArchDaily. Kromě toho se věnuje také fotografování šperků. 

## Životopis
Narodila se 15. ledna 1977 jako dcera fotografa Zdeňka Lhotáka.